# 国道243号

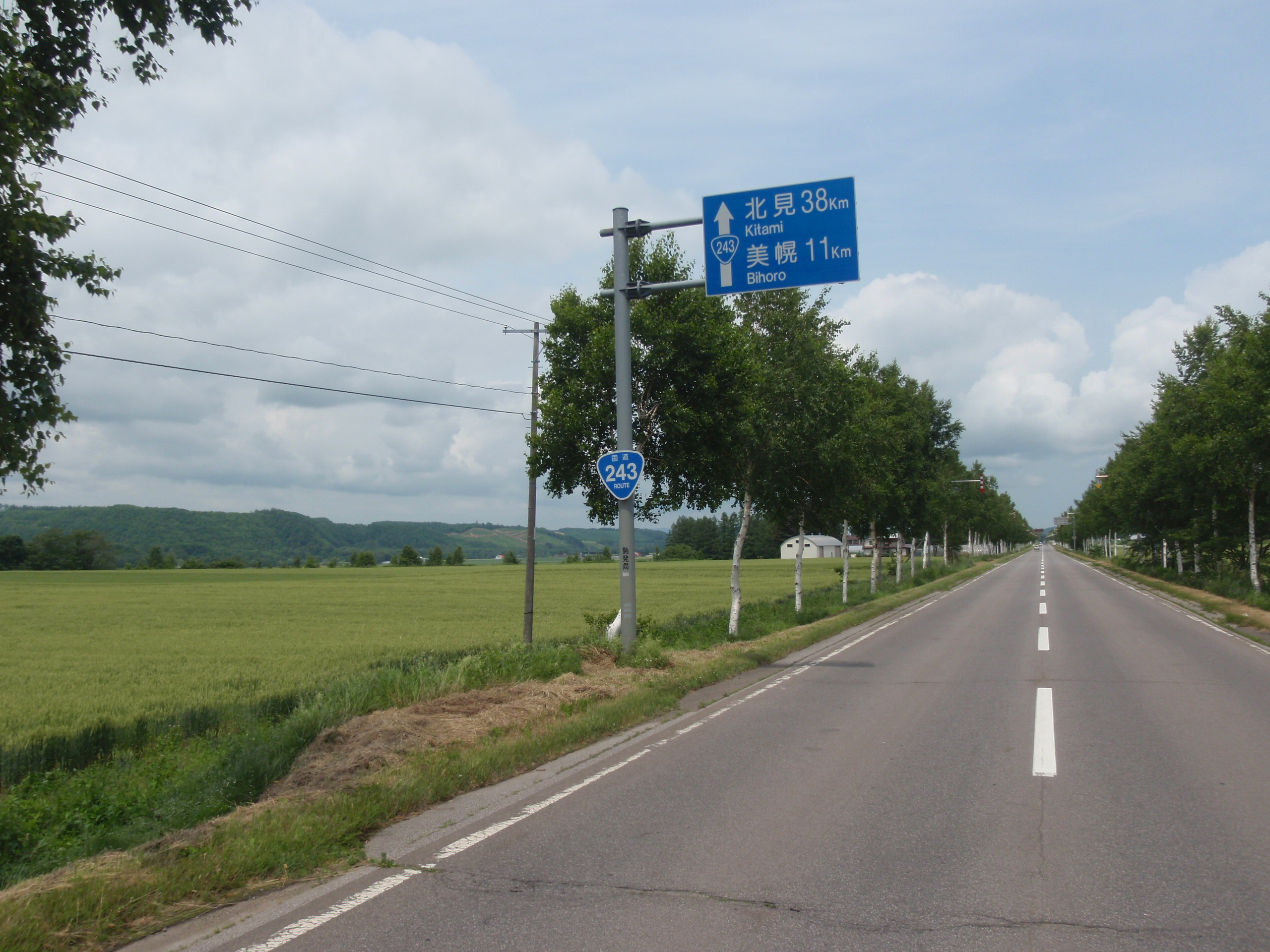
美幌町郊外

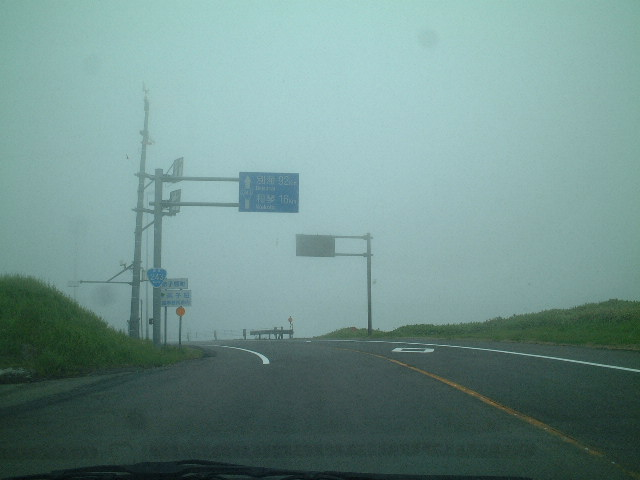
美幌峠

国道243号（こくどう243ごう）は、北海道網走市から網走郡美幌町を経由して、根室市に至る一般国道である。

## 概要

### 路線データ
一般国道の路線を指定する政令に基づく起終点および重要な経過地は次のとおり。
- 起点：網走市（網走市南4条西1丁目1番1[2]、国道39号・国道240号終点、国道244号起点、国道391号終点）
- 終点：根室市（根室市厚床1丁目15番3[2]、国道44号交点、国道244号終点）
- 重要な経過地：北海道網走郡美幌町、同道川上郡弟子屈町、同道野付郡別海町
- 総延長 : 173.0 km（重用延長を含む。）[3][注釈 2]
- 重用延長 : 32.3 km[3][注釈 2]
- 未供用延長 : なし[3][注釈 2]
- 実延長 : 140.7 km[3][注釈 2]
  - 現道 : 140.7 km[3][注釈 2]
  - 旧道 : なし[3][注釈 2]
  - 新道 : なし[3][注釈 2]
- 指定区間：全線[4]

### 所管
- 北海道開発局網走開発建設部
  - 北見道路事務所
- 北海道開発局釧路開発建設部
  - 弟子屈道路事務所
  - 中標津道路事務所
  - 根室道路事務所

## 歴史
- 1953年（昭和28年）5月18日 - 二級国道243号網走根室線（網走市 - 北海道根室郡根室町）として指定施行[5]。
- 1965年（昭和40年）4月1日 - 道路法改正により一級・二級区分が廃止されて一般国道243号（網走市 - 根室市）として指定施行[1]。

## 路線状況

### 通称
- 美幌国道[6]
- パイロット国道[7][8]

### 重複区間
- 国道242号（網走市（起点） - 網走市・大曲1交差点）
- 国道39号（網走市（起点） - 網走郡美幌町・仲町2 / 新町1交差点）
- 国道240号（網走市（起点） - 網走郡美幌町・大通南1 / 大通北1交差点）
- 国道391号（川上郡弟子屈町美留和 - 川上郡弟子屈町仁多）
- 国道244号（野付郡別海町奥行 - 根室市（終点））

### 道路施設

#### 道の駅
他国道との重複区間は除く。
- オホーツク総合振興局
  - 道の駅ぐるっとパノラマ美幌峠（網走郡美幌町）

## 地理

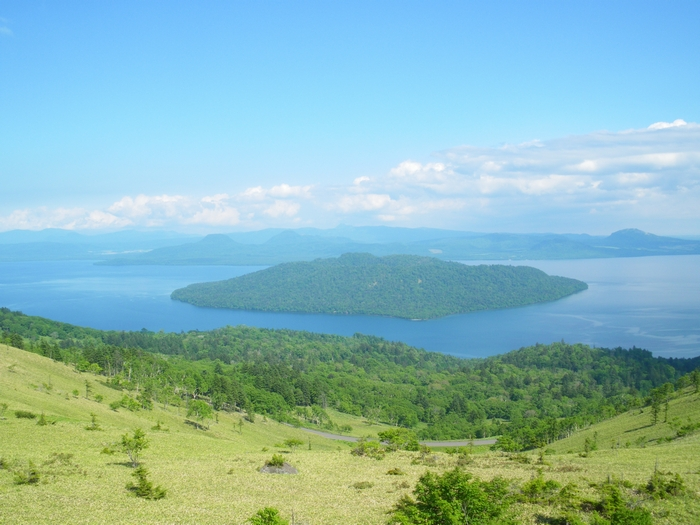
美幌峠から見た屈斜路湖（2008年6月）

この道路の美幌と摩周の中間に位置する美幌峠（標高525 m）は、道の駅もある北海道有数の展望地で、眼下には中島が浮かぶ屈斜路湖と、その遠方には摩周岳から斜里岳などの知床連山が見え、南西方向は大雪山系のパノラマ風景を望むことができる。この周辺はクマザサが生い茂り、原生林の森の中を道路が走る。
摩周以南は、比較的平坦な直線道路が続き、根釧台地に広がる牧場や牧草地の中をひたすら走り抜ける。

### 通過する自治体
- 北海道
  - オホーツク総合振興局
    - 網走市 - 網走郡大空町 - 網走郡美幌町

  - 釧路総合振興局
    - 川上郡弟子屈町 - 川上郡標茶町

  - 根室振興局
    - 野付郡別海町 - 根室市

### 交差する道路
オホーツク総合振興局
他国道との重複区間は省略
網走郡美幌町
国道240号・北海道道217号北見美幌線大通（大通北1交点）
- 北海道道249号福住女満別線 : 都橋
- 北海道道995号東藻琴豊富線 : 福住

釧路総合振興局
川上郡弟子屈町
- 北海道道588号屈斜路津別線 : 屈斜路
- 北海道道52号屈斜路摩周湖畔線 : 屈斜路
- 北海道道717号札友内弟子屈停車場線 : 札友内
- 国道391号 : 美留和（札友内交点）
- 北海道道52号屈斜路摩周湖畔線 : 摩周
- 国道241号 : 鈴蘭（鈴蘭2-4交点）
- 北海道道53号釧路鶴居弟子屈線 : 朝日
- 国道391号 : 仁多（仁多交点）

川上郡標茶町
- 北海道道1040号弟子屈熊牛原野線 : 虹別原野
- 北海道道885号養老牛虹別線 : 虹別原野
- 北海道道13号中標津標茶線 : 虹別原野
- 北海道道13号中標津標茶線 : 虹別市街

根室振興局
野付郡別海町
- 北海道道951号泉川線 : 西春別
- 北海道道830号泉川西春別線・北海道道957号大成西春別線 : 西春別駅前錦町
- 北海道道423号西春別停車場線 : 西春別駅前栄町
- 北海道道362号西春別春別停車場線 : 西春別宮園町
- 国道272号 : 西春別
- 北海道道311号中西別計根別線 : 中西別本町
- 北海道道928号上風連中西別線 : 中西別光町
- 北海道道123号別海厚岸線・北海道道831号上春別別海線 : 別海
- 北海道道8号根室中標津線 : 別海常磐町
- 北海道道364号本別海別海停車場線 : 別海宮舞町
- 北海道道364号本別海別海停車場線 : 別海旭町
- 北海道道930号上風連奥行線 : 奥行
- 国道244号 : 奥行

根室市
- 国道44号 : 厚床1丁目（終点）

### 峠
- オホーツク総合振興局
  - 美幌峠（493 m、網走郡美幌町 - 釧路総合振興局川上郡弟子屈町）